# Хворостинин, Иван Дмитриевич
Князь Иван Дмитриевич Хворостинин (ум. 16 сентября 1613, Астрахань) — голова, воевода, кравчий и окольничий во времена правления Фёдора Ивановича, Бориса Годунова и Смутное время.
Из княжеского рода Хворостинины. Старший сын знаменитого полководца Дмитрия Ивановича Хворостинина. Имел младшего брата, князя Юрия Дмитриевича.

## Биография

### Служба при Фёдоре Ивановиче
До 1598 года показан стольником. В 1592 году голова и есаул в Серпуховском государевом походе против крымских татар. В этого же году на первом стане в Серпухове, в Чертоновке 14 мая упомянут приставом у крымского гонца.

#### Служба при Борисе Годунове
В 1599 году пристав при шведском королевиче Густаве, в 1600 году — при персидских, в 1601 году — при английских послах. В 1602 году — стольник при королевиче Густаве, смотрел в кривой государев стол. В этом же году становится первым воеводой Сторожевого полка в Орле, а после в той же должности в Борисове. В 1603 году отозван в Москву, где вновь был приставом при королевиче Густаве, в декабре назначен объезжим головой в Земляном городе по  Неглинной. За верную преданность царю, 24 апреля 1604 года на Пасху, он приглашён к царскому столу и пожалован в окольничие и в этом же году представлял государю персидских послов, в марте третий в ответе с английским послом, а потом отправлен в Рязань дворян и детей боярских верстать. Под этим же годом упоминается Арзамасская десятня князя И.Д. Хворостина.  В 1605 году осадный воевода в Шацке.

##### Служба в Смутное время
В 1606 году третий в меньшем совете Лжедмитрия I и в этом году получил от него титул кравчий. С 1607 года Хворостинин — первый воевода в Астрахани, куда за верную службу Борису Годунову был сослан Василием Ивановичем Шуйским. Здесь он поднимает астраханцев против Василия Шуйского и переходит на сторону Лжедмитрия II. Но, когда на престол взошла династия Романовых, Иван Дмитриевич отрёкся от Лжедимитрия II и стал «верным слугою» царя Михаила Фёдоровича.
Хворостинин погиб 16 сентября 1613 года, во время осады Астрахани Иваном Заруцким, с которым он вступил в бой.
По родословной росписи показан бездетным. Погребён в Троице-Сергиевой лавре.

## Критика
В Русской родословной книге А.Б. Лобанова-Ростовского указана дата смерти — 1612 год. В Русском биографическом словаре А.А. Половцева указана дата смерти —  1616 год.
На его надгробии выбита надпись: "Боярин князь Иван Дмитриевич представился 121 (1612) году сентября в 16 день".  Данная надпись позволяет говорить, что он был ещё пожалован титулом  —  боярин.
В сентябре 1863 года при копании рва для проведения воды в монастыре, между западными дверями церкви Сошественской и Михеевской, была вырыта верхняя половина надгробного камня князя Ивана Дмитриевича Хворостинина с надписью в четырёх строках.